# Acid Drinkers
Gli Acid Drinkers sono un gruppo thrash metal polacco fondato nel 1986 a Poznań.

## Formazione

### Formazione attuale
- Tomasz "Titus" Pukacki - voce, basso (1986-oggi)
- Darek "Popcorn" Popowicz - chitarra (1986-oggi)
- Robert "Litza" Friedrich - chitarra, voce (1986-1998, 2024-oggi)
- Maciek "Ślimak" Starosta - batteria (1989-oggi)

### Ex componenti
- Przemek "Perła" Wejmann - chitarra, voce (1998-2003)
- Tomek "Lipa" Lipnicki - chitarra, voce (2003-2004)
- Aleksander "Olass" Mendyk - chitarra, voce (2004-2008)
- Wojciech "Jankiel" Moryto - chitarra, voce (2009-2016)
- Łukasz "Dzwon" Cyndzer - chitarra, voce (2017-2024)
- Piotr "Chomik" Kuik - batteria (1986)
- Maciej "Ślepy" Głuchowski - batteria (1986)

## Discografia

### Album in studio
- 1990 - Are You a Rebel?
- 1991 - Diry Money, Dirty Tricks
- 1992 - Striptease
- 1993 - Vile Vicious Vision
- 1994 - Fishdick
- 1994 - Infernal Connection
- 1996 - The State of Mind Report
- 1998 - High Proof Cosmic Milk
- 1999 - Amazing Atomic Activity
- 2000 - Broken Head
- 2002 - Acidofilia
- 2004 - Rock Is Not Enough...
- 2008 - Verses of Steel
- 2010 - Fishdick Zwei - The Dick Is Rising Again
- 2012 - La part du diable
- 2014 - 25 Cents For a Riff
- 2016 - Peep Show
- 2019 - Ladies and Gentlemen On Acid

### Album registrati dal vivo
- 1998 - Varran Strikes Back - Alive!!!

### Singoli
- 1994 - 3 Version 4 Yonash
- 1996 - Pump the Plastic Heart
- 1996 - Walkay to Heaven
- 1999 - (I Can't Get No) Satisfaction

## Videografia

### DVD
- 2004 - 15 Screwed Years
- 2006 - The Hand That Rocks the Coffin